# Gea
Pour les articles homonymes, voir Gea (fumetti) et GEA.
Genre
Synonymes
- Ebaea L. Koch, 1872

Gea est un genre d'araignées aranéomorphes de la famille des Araneidae.

## Distribution
Les espèces de ce genre se rencontrent en Océanie, en Asie, en Afrique et en Amérique.

## Description
Le céphalothorax est modérément convexe.
Les deux rangées d'yeux sont procurvées. Les yeux médians postérieurs sont cerclés de noir et plus grands que les médians antérieurs. Les yeux latéraux sont les plus petits et ne sont pas visibles de dessus. Le quadrangle oculaire est trapézoïde, plus large en arrière. 
Les chélicères sont petites et faibles avec une bosse. 
Les pattes sont modérément longues. La longueur totale du tarse et du métatarse est plus importante que celle de la patelle et du tibia réunis. Chez le mâle le tibia de la patte I est courbé et armé de macro-seta. 
L'abdomen est allongé ou ovale, avec ou sans bosses.

## Liste des espèces
Selon World Spider Catalog (version 25.0, 21/03/2024) :
- Gea africana Simon, 1895
- Gea argiopides Strand, 1911
- Gea bituberculata (Thorell, 1881)
- Gea eff Levi, 1983
- Gea heptagon (Hentz, 1850)
- Gea infuscata Tullgren, 1910
- Gea jingdong Mi, Wang & Gan, 2024
- Gea nilotica Simon, 1906
- Gea spinipes C. L. Koch, 1843
- Gea subarmata Thorell, 1890
- Gea theridioides (L. Koch, 1872)
- Gea transversovittata Tullgren, 1910
- Gea zaragosa Barrion & Litsinger, 1995

Selon World Spider Catalog (version 23.5, 2023) :
- † Gea krantzi von Heyden, 1859

## Systématique et taxinomie
Ce genre a été décrit par C. L. Koch en 1843.
Son espèce type' est Gea spinipes.
Ebaea a été placé en synonymie par Simon en 1895.

## Publication originale
- C. L. Koch, 1843 : Die Arachniden. Nürnberg, vol. 10, p. 37-142 (Gea spinipes p. 101, figure 823 de la planche CCCLII) (texte intégral).